# 慈恵看護専門学校
慈恵看護専門学校 （じけいかんごせんもんがっこう、英語: Nursing School of The Jikei）は、公益社団法人東京慈恵会が運営する看護専門学校。東京都港区西新橋3丁目25番8号に本部があり、東京慈恵会医科大学西新橋キャンパスと東京慈恵会医科大学附属病院（臨地実習）に併設されている。
学生数306人（2021年5月1日時点）。

## 概要
日本で初めて創設された看護教育機関であり、その看護教育の歴史は130年以上にわたっている。看護婦教育所・講習所・養成所時代の卒業者（1888（明治21）年から1951（昭和26）年まで1,445人）、慈恵高等看護学院発足以降の卒業者（本科・1部 3,834人（第64期 2016（平成28）年まで）、別科・2部 1,501人） を含めて、総勢約7,000人に上る卒業者を世に送り出している。

## 歴史
＜主な出典：慈恵看護教育年表の他＞
- 1885年10月[注釈 1] - 有志共立東京病院（現在の東京慈恵会医科大学附属病院）に、有志共立東京病院看護婦教育所を開校。
- 1887年04月 - 有志共立東京病院看護婦教育所が、東京慈恵医院看護婦教育所と改称。
- 1904年09月 - 東京慈恵医院産婆養成所を設置。
- 1907年07月 - 東京慈恵医院看護婦教育所・東京慈恵医院産婆養成所が統合され、東京慈恵会看護婦教育所が開校。
- 1925年07月 - 東京慈恵会医科大学附属東京病院看護婦講習所が開校。
- 1943年04月 - 東京慈恵会看護婦教育所に保健婦養成専攻科を設置。
- 1947年04月[11] - 東京慈恵会医科大学附属東京病院看護婦講習所と東京慈恵会看護婦教育所が合併し、東京慈恵会医科大学附属病院看護婦養成所と改称（同年10月に認可、開校）。
- 1947年06月 - 東京慈恵会医科大学附属病院看護婦養成所の専攻科（保健婦養成）を廃止。
- 1950年04月 - 東京慈恵会医科大学附属病院が看護婦養成所に代わる慈恵高等看護学院を設立（同年9月、甲種看護婦養成所として認可）。東京都港区芝愛宕町2丁目105番地に位置。
- 1955年03月 - 慈恵高等看護学院の設置者を学校法人慈恵大学より[12] 社団法人東京慈恵会に移管。
- 1963年05月[13] - 准看護婦対象の2年課程・夜間定時制である「別科」（1973年9月に「2部」と改称）を併設（同年9月、開学）。
- 1965年08月 - 慈恵高等看護学院校舎・恵和寮が竣工。
- 1977年03月 - 学校教育法の改正（専修学校制度新設）に伴い、慈恵看護専門学校（1部・2部）と改称。
- 1993年10月 - 一般入学試験に加えて高等学校指定校推薦入学試験を開始。
- 1996年02月 - 慈恵看護専門学校新校舎（高木2号館）が竣工。
- 1998年03月 - 慈恵看護専門学校の2部を課程廃止、閉校。
- 1999年10月 - 大学卒業者入学試験を開始。
- 2004年03月 - 学生寮を廃止[14]。
- 2022年04月 - 男女共学に移行[15]。[注釈 2]

## 交通アクセス
- 東京都交通局三田線御成門駅A5出口より徒歩3分
  - このほか、地下鉄内幸町駅・神谷町駅・虎ノ門駅・新橋駅・大門駅・霞ケ関駅も徒歩圏内。
- 東日本旅客鉄道新橋駅より徒歩12分